# Lepisiota emmelii
Lepisiota emmelii är en myrart som först beskrevs av Heinrich Kutter 1932.  Lepisiota emmelii ingår i släktet Lepisiota och familjen myror. Inga underarter finns listade i Catalogue of Life.